# Girolamo Rainaldi
Girolamo Rainaldi (4. května 1570, Řím – 15. července 1655, Řím) byl italský architekt období manýrismu. Navrhoval převážně kostelní stavby a byl konkurentem Berniniho. Jeho otec byl malíř, jeho v roce 1611 narozený syn Carlo Rainaldi byl barokní architekt.
Girolamo Rainaldi se vyučil u Fontany a poté pracoval společně s della Portou. Byl jmenován papežským architektem a převzal výstavbu svatopetrské baziliky. Byl činný také v Bologni.
Je pohřben v římském kostele sv. Lukáše a sv. Martiny.

## Stavby (výběr)

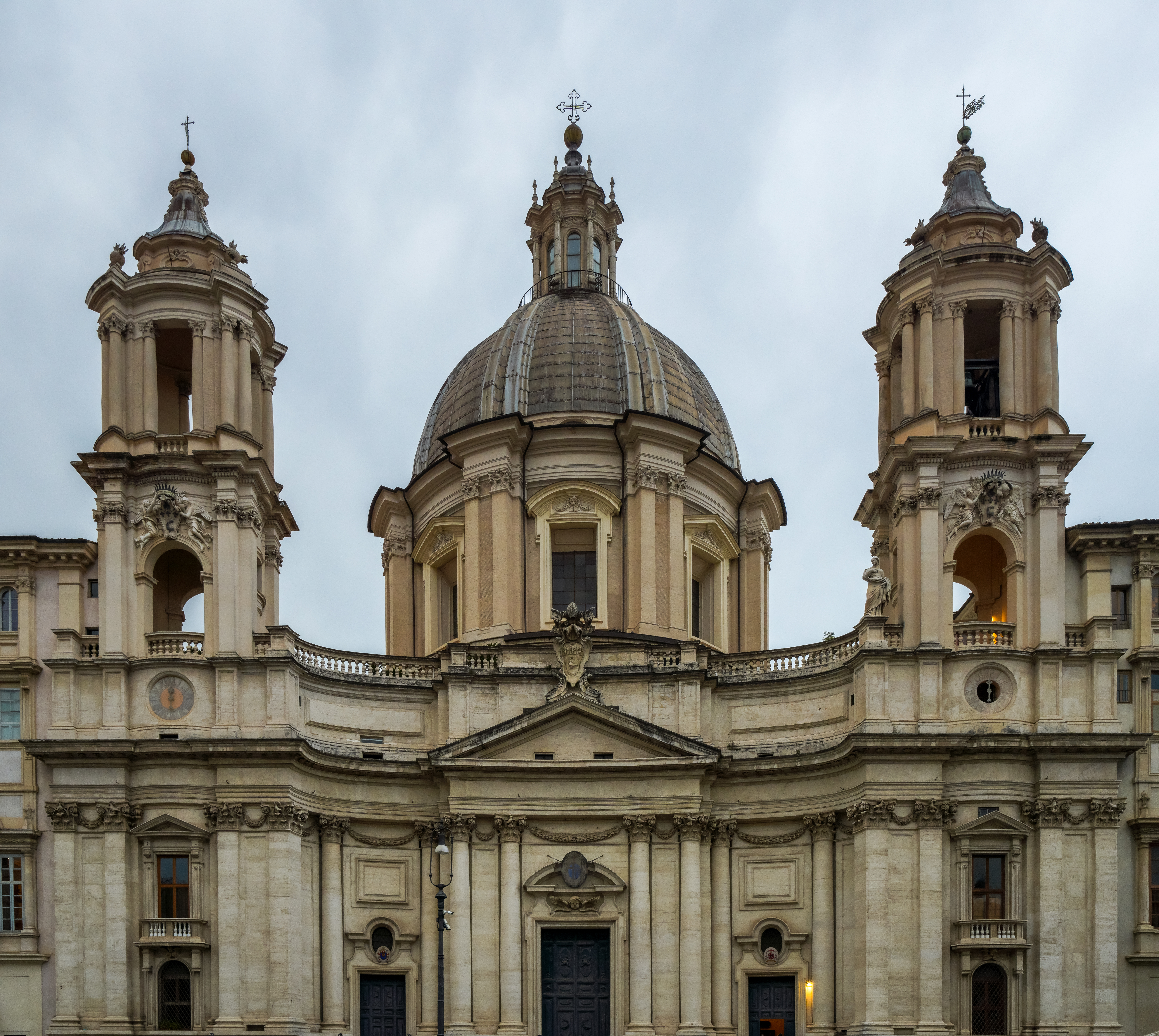
Sant’Agnese in Agone

- Santa Maria della Scala, Trastevere, Řím (1610)
- Santa Teresa, Caprarola (1620)
- Palazzo Pamphili, Piazza Navona, Řím (1644–1650)
- Sant’Agnese in Agone, Piazza Navona, Řím (1650–1657)